# ローランド・シンジョン (第10代ブレッツォのシンジョン男爵)
第10代ブレッツォのシンジョン男爵ローランド・シンジョン（英語: Rowland St John, 10th Baron St John of Bletso、1722年7月4日没）は、イングランド貴族。

## 生涯
第2代準男爵サー・セント・アンドリュー・シンジョンの息子として生まれた。
1720年10月11日に兄ウィリアムが死去すると、ブレッツォのシンジョン男爵の爵位を継承した。政治ではトーリー党に属した。
1722年7月4日に生涯未婚のまま死去、弟ジョンが爵位を継承した。